# 北戴河会議
北戴河会議（ほくたいがかいぎ）は中華人民共和国において北京市に近い渤海沿岸の避暑地・保養地である河北省秦皇島市北戴河区で毎年夏に開かれる中国共産党指導部の非公式会議。

## 概要
中国では例年夏に北戴河で現役の共産党指導部と引退した旧指導部の長老や有識者が休暇を利用して非公式に人事や政策等の重大事項を話し合う。党幹部や長老らが一堂に会する大会議が開かれるのではなく、各人の別荘などの拠点に小規模な会合や食事会などを繰り返すとされる。引退した長老たちとっては、現指導部に対する意見を表明する場として重要な意味を持つ。中国政治の不透明さを象徴する根回しの舞台となっている。「北戴河会議」開催中は党最高幹部クラスの巨大な別荘の周辺では武装警察が交通規制と警戒にあたっている。北戴河には軍の空港があることから、「北戴河会議」開催中に現役の共産党指導部は北戴河から多少離れた場所にいたとしても、空港から航空機で北戴河に行くのは簡単とされる。
北戴河は猛暑の北京より平均気温が低いことから清朝末期から外国人らの避暑地・保養地として発展しており、1949年の中華人民共和国建国前後に中国共産党が北戴河の別荘群を接収した後に、水泳好きな中国共産党主席の毛沢東が夏季に遊泳もできる避暑地・保養地の北戴河で休暇を取る中で共産党幹部も集まるようになって重要方針を話し合うようになった。1953年に北戴河に党や政府の夏季臨時事務所が置かれることで、夏季に会議も開催できる仕組みが作られる形で「北戴河会議」が定例化した。共産党や政府の機能が夏に1ヶ月近く移ることから「夏の中南海」と呼ばれていた。
「北戴河会議」は政治上重要な意味を持った。1958年夏の「北戴河会議」では毛沢東共産党主席の指導の下で人民公社設立促進や金門島砲撃が決定された。
夏季に北京を訪問した外国要人は、中国首脳と会見するため北戴河に出向くのが恒例であった。あるアメリカの外交官は北戴河のことを「smoke-filled room」（秘密会議用の部屋）と呼んでいた。ここで根回しされた政策は秋以降、公式の会議で正式に決定するため、外交官やチャイナ・ウォッチャーたちは北戴河での情報収集を重視していた。
「北戴河会議」は1966年に発生した文化大革命時に一旦廃止されたが、文化大革命終了した後の1984年になって最高指導者の鄧小平が水泳好きなこともあり復活した。1989年には6月に六四天安門事件が発生したこともあり、「北戴河会議」は開かれなかった。鄧小平の後を継いで最高指導者となった江沢民は水泳の趣味はないが、毎夏に北戴河で会議を開く慣習は受け継いだ。
2002年秋に中国共産党総書記に就任して2003年に新指導部始動を本格化させた胡錦濤の意向により、北戴河の夏季臨時事務所廃止と共産党指導部らの夏季に北戴河を出入り禁止とする方針を表明という形で「北戴河会議」を2003年から廃止した。2003年夏はSARSが中国国内で蔓延しており、SARSの後遺症や貧困等で苦しむ国民が多い中で、幹部や官僚多数が約1ヶ月にわたって保養地で過ごすことに国民から不満を招くことからの処置とされた。しかし、長老らの反発により、2007年には秋に第17回中国共産党大会を控えていたことから、2008年には北京オリンピック後の経済政策を話し合うためとして、2012年には秋に第18回中国共産党大会が控えていたことから、「北戴河会議」が復活して開催されたことが報道されている。
2012年秋に発足した習近平政権では2013年以降は毎年「北戴河会議」が開催されている。
「北戴河会議」はあくまで非公式なものであるため、参加者や協議内容や期日は公表されない。ただし、会議に参加すると目される要人が北戴河入りしたことや北戴河を離れて別の場所に訪れたこと等の動向は報じられるため、それをもって「北戴河会議」の時期等について推測することは可能である。